# Acordo de Xiaogang
Em 1978, os agricultores de Xiaogang, uma vila localizada no condado de Fengyang, na cidade de Chuzhou, na província de Anhui, na China, situada próxima à cidade de Nanjing, em um ato de inovação e coragem, assinaram um acordo informal e ilegal para subdividir as suas terras agrícolas comuns em propriedades privadas familiares. Este acordo, que foi mantido em segredo, resultou numa queda dramática na produção de cereais, que posteriormente aumentou significativamente. A aldeia de Xiaogang foi reconhecida como um modelo de reforma agrícola pela nova liderança da China, liderada por Deng Xiaoping, após a sua ascensão ao poder. Este evento marcou o início de uma nova fase na história econômica da China, que culminou na rápida industrialização e modernização do país.
Após a tomada de poder em 1949, Mao Tsé-tung lançou o Grande Salto Adiante, um ambicioso plano que visava acelerar o crescimento econômico e social da China. Este programa, que durou de 1958 a 1962, foi marcado por uma série de reformas econômicas, incluindo a coletivização da propriedade privada. O Partido Comunista Chinês (PCC) implementou uma política de estatização brutal das terras rurais e das indústrias privadas, centralizando a administração em "comunas populares". Essas comunas, que reuniam entre 20 mil a 30 mil pessoas, buscavam suprimir os últimos resquícios de propriedade privada, criando uma unidade social, agrícola, industrial, administrativa, cultural, médica e militar. O objetivo era facilitar o controle e o planejamento central do partido, além de unir a produção agrícola e industrial, instalando equipamentos industriais em áreas rurais. No entanto, o Grande Salto para Frente não resultou no crescimento econômico previamente calculado, levando a uma série de desafios, incluindo secas, inundações e a desgaste de máquinas devido ao uso intensivo ou à falta de conhecimento técnico.
 

Durante o plano o condado de Fengyang, juntamente com grande parte do resto do país, viveu um período de fome,  devido à ineficiência do modelo. Um quarto da população do condado local morreu de fome. Somente na aldeia de Xiaogang, 67 moradores morreram de fome em uma população de 120 entre 1958 e 1960. 
"Em 1978, a vila era tão pobre que os moradores sobreviviam comendo o que conseguiam, incluindo folhas de álamo fervidas com sal e farinha feita através da moagem de casca de árvore torrada.[...]"
"Depois de cada safra, os habitantes pediam comida e dinheiro no campo"
Diário do Povo Online
Em dezembro de 1978, dezoito agricultores locais, liderados por Yen Jingchang, reuniram-se na maior casa da aldeia. Eles decidiram adotar uma abordagem que desafiava as normas legais vigentes na época, assinando um acordo secreto para dividir a terra, uma Comuna Popular local, em propriedades familiares informais. Cada lote deveria ser trabalhado por uma família individual que entregaria parte do que cultivasse ao governo e ao coletivo, ao mesmo tempo que concordava em ficar com o excedente para si. Os aldeões estabeleceram uma cláusula de proteção mútua: caso um dos membros da comunidade fosse capturado e condenado à morte por estocar grãos, os outros aldeões se comprometiam a criar os filhos do condenado até os 18 anos de idade. Na altura, os aldeões estavam desesperados que outra escassez de alimentos pudesse atingir a aldeia depois de uma colheita particularmente má e que mais pessoas pudessem morrer de fome.
Após esta reforma secreta, a aldeia Xiaogang teve uma produção recorde de grãos, maior do que a dos cinco anos anteriores juntos. A renda per capita na aldeia aumentou de 22 yuans para 400 yuans, com a produção de grãos aumentando de 15 toneladas ao ano para 90 toneladas em 1979. Isto atraiu uma atenção significativa das aldeias adjacentes e em pouco tempo o governo de central descobriu. Os aldeões tiveram a sorte de que, na altura, a China tinha acabado de mudar de liderança após a morte de Mao Tsé-Tung . A nova liderança sob Deng Xiaoping procurava formas de reformar a economia da China e a descoberta da inovação de Xiaogang foi apresentada como modelo para outras aldeias em todo o país. Isto levou ao abandono da agricultura coletivizada em toda a China e a um grande aumento na produção agrícola. A assinatura secreta do contrato em Xiaogang é amplamente considerada pelos historiadores e pelos meios de comunicação social como o início do período de rápido crescimento económico e industrialização que a China continental tem vivido desde então. O acordo foi o berço das reformas ecônomicas da China.